# Карамалинское сельское поселение
Карамалинское сельское поселение — сельское поселение в Азнакаевском районе Татарстана.
Административный центр — деревня Карамалы.
В состав поселения входит 3 населённых пункта.

## Административное деление
- c. Карамалы
- дер. Октябрь-Буляк
- дер. Таллы-Буляк